# دل‌لر جیردخان
دل‌لر جیردخان (به لاتین: Dəllər Cırdaxan) یک منطقه مسکونی در جمهوری آذربایجان است که در شهرستان شمکور واقع شده است. دل‌لر جیردخان ۳۷۴۰ نفر جمعیت دارد.